# Typhlocirolana ichkeuli
Typhlocirolana ichkeuli là một loài chân đều trong họ Cirolanidae. Loài này được Ghlala, Della Valle & Messana miêu tả khoa học năm 2009.